# Antoine Nicoud
Pas d'image ? Cliquez ici

a Compétitions nationales et continentales officielles uniquement.

Dernière mise à jour le 16 décembre 2017.
Antoine Nicoud, né le 30 avril 1979 à Chambéry (Savoie), est un joueur et entraîneur français de rugby à XV de la Section paloise. Durant sa carrière de joueur, il évoluait au poste de demi de mêlée.

## Biographie

### Jeunesse et carrière de joueur
Antoine Nicoud est né le 30 avril 1979 à Chambéry et grandit à Sonnaz en Savoie. Il est formé au CS Bourgoin-Jallieu, club avec lequel il commence sa carrière professionnelle, disputant trois matches de Heineken Cup lors de la saison 1999-2000. Il dispute son premier match face aux Wasps. C'est à Bourgoin qu'il fait la connaissance de Thomas Choveau, en 1998.
Nicoud rejoint ensuite les rangs du FC Grenoble en Top 16 pendant trois saisons, de 2002 à 2005.
En 2007, Antoine Nicoud, a rejoint le Lyon OU en tant que joker médical de Benoît Sylvestre, qui s'est blessé à la main gauche. Son contrat initial avec Lyon portait uniquement jusqu'à la fin de la saison 2007-2008. Il reste à Lyon jusqu'en 2011.
Enfin, à la suite d'une saison 2010-2011 mitigée, l'ASVEL recrute Thomas Choveau et Antoine Nicoud, où leurs carrières d'entraîneurs débutent.

### Carrière d'entraîneur

#### Débuts en Fédérale 2
En 2012, il est nommé entraîneur des arrières de l'ASVEL rugby en Fédérale 2, qu'il conduit à la montée en Fédérale 1.  Antoine Nicoud et Thomas Choveau emmènent le club jusqu'en finale de Fédérale 2 lors de la saison 2015-2016, s'inclinant en finale face au Saint-Jean-de-Luz olympique rugby.

#### Responsable de la Formation au Lyon OU
À la fin de son aventure à l'ASVEL, Nicoud rejoint le club où il contribue notamment à former Pierre-Louis Barassi, Hamza Kaabèche, Dylan Cretin, Félix Lambey, Andres Zafra et Baptiste Couilloud. Nicoud quitte le club lyonnais afin de devenir le nouveau manager sportif du SO Chambéry en Fédérale 1.

#### Manager au SO Chambéry
Au début de la saison 2020-2021, Antoine Nicoud rejoint le SO Chambéry, club de sa ville natale, qui intègre le nouveau championnat de France de Nationale,. Nicoud forme alors un duo d'entraîneurs avec Brice Mach, en charge des avants.

#### Entraîneur de la défense à la Section paloise
En 2021, il devient entraîneur de la défense de la Section paloise. Ainsi, passant du rôle manager sportif général principal à celui d'adjoint, il intègre un staff considérablement élargi, désormais composé de quatre autres entraîneurs – dont Thomas Choveau – en plus du manager Sébastien Piqueronies. Il est chargé de la défense et des transitions.
En 2023, comme l'ensemble du staff, il prolonge son contrat de quatre saisons.

## Palmarès

### En club
- Vice-champion de France de Pro D2 en 2002 avec le FC Grenoble.

## Vie privée
Fan de randonnée, il est également un lecteur de John Steinbeck et Jim Harrison.